# Измами и насилие на парламентарните избори в Турция (юни 2015)
По време на предизборната кампания, по време на и след парламентарните избори в Турция през юни 2015 г. са отправени множество обвинения за изборни измами и политическо насилие от опозиционните партии. Изборната измама в Турция обикновено е най-широко разпространена по време на местни избори, където индивидуалните гласове имат значително по-голямо въздействие за определяне на местните администрации. Макар че в президентските избори в Турция през 2014 г. са представени малки доказателства за изборни измами, проблеми с избирателните списъци, както и значителна медийна манипулация са противоречиви въпроси, които остават в значителна степен неадресирани. Както в местните, така и в президентските избори през 2014 г. гласоподаватели съобщават, че бюлетини са изпратени на грешни или несъществуващи адреси, както и че има избиратели, умрели от дълго време.
През март 2015 анонимен източник от Партията на справедливостта и развитието (AKP) на президента Реджеп Ердоган и министър-председателя Ахмет Давутоглу близък до един от заместник-председателите на партията Сюлейман Сойлу разкрива, че неговата партия е оркестрирала изборни измами по време на местните избори през 2014 г. и твърди, че на няколко служители на AKP им е некомфортно от тактиката на партията. Източникът твърди, че партията има план за всички избори от пет точки.
- Употребата на фалшиви проучвания на общественотo мнение
- Преднамерено погрешно преброяване на гласове по време на броенето им, което води до погрешни резултати, изпратени в изборния съвет
- Подкупничество и заплахи на преброяващите служители, за да се спре съобщаването на погрешното броене на властите
- Подвеждащото съобщение за размера на победата на AKP рано по време на изборната нощ, за да се демотивират наблюдателите на броенето от опозицията и да се поощрят да напуснат изборните секции
- Употребата на фалшиви адреси и умрели хора като гласоподаватели

Източникът също потвърждава, че рязкото увеличаване на прекъсвания на тока по време на изборната нощ е преднамерен и предназначено да попречи на процеса на броенето на гласовете.
Няколко кандидати и партийни служители са подложени на политически мотивиран атаки, кулминиращи в смъртта на 4 поддръжници на про-кюрдската про-малцинствена Демократична партия на народите, когато две бомби избухват по време на митинг в Диарбекир на 5 юни. Намесата на президента Реджеп Ердоган, който е обвинен, че подмолно води кампания за AKP под прикритието на митинги за „публични откривания“, също предизвиква противоречия, тъй като президентът на Турция е задължен по конституция да упражнява политическа неутралност.